# Beyoncé (álbum)
Beyoncé é o quinto álbum de estúdio e homônimo da artista musical estadunidense Beyoncé. O seu lançamento ocorreu em 13 de dezembro de 2013 sem qualquer aviso prévio na loja virtual iTunes Store, através das gravadoras Columbia Records e Parkwood Entertainment, seguido de uma distribuição física nos dias seguintes. A cantora iniciou as gravações do disco em meados de 2012 na cidade de Nova Iorque, onde convidou produtores e compositores para viver com ela no local por um mês. No ano seguinte, durante a turnê extensiva da intérprete, a direção musical do trabalho mudou, já que ela havia concebido criar um acompanhamento visual para suas canções e retomou as sessões de gravação com o produtor eletrônico e músico de rock Boots. Essa colaboração levou a um material sonoramente mais experimental, que combinou o R&B com a música eletrônica e soul. Nesse período, as faixas do projeto e seus respectivos vídeos musicais foram feitas em segredo, já que Beyoncé planejava um lançamento inesperado.
Desenvolvido como um álbum simultaneamente audiovisual, Beyoncé é musicalmente derivado do R&B alternativo, fundindo-o com uma variedade de gêneros, como hip hop, soul, música eletrônica e dubstep. Descrito como o trabalho mais experimental de Beyoncé até a data, o projeto apresenta vocais emotivos, produção obscura e temperamental. Suas canções são acompanhadas por curta-metragens não-lineares que ilustram os conceitos musicais desenvolvidos durante a produção do disco. Liricamente, são obscuras e íntimas, e refletem-se a temas feministas e complexos como sexo, amor monogâmico, questões de relacionamento e, no caso de "Pretty Hurts", padrões de beleza, inspirados pelo desejo da artista de afirmar sua liberdade criativa por completo. Beyoncé foi aclamado por críticos musicais, que elogiaram sua exploração de sexualidade, sua produção e os vocais da artista, bem como seu lirismo. Como resultado, entrou em diversas listas que compilaram os melhores álbuns do ano e da década, vencendo três Grammy Awards na 57.ª cerimônia da premiação.
Comercialmente, Beyoncé também mostrou-se ser bem recebido, vendendo pouco mais de 800 mil unidades digitais mundialmente em seus três primeiros dias de disponibilidade na iTunes Store. Atingiu o topo das tabelas musicais da Austrália, Canadá, Estados Unidos e dos Países Baixos, enquanto listou-se entre os dez mais vendidos em outros territórios, como Bélgica, Dinamarca, Finlândia, Irlanda, Nova Zelândia e Reino Unido. Em território estadunidense, debutou no topo da Billboard 200 com 617 mil cópias digitais vendidas em apenas três dias, culminando a tabela por outras duas edições consecutivas. Como resultado, foi certificado como platina sêxtupla pela Recording Industry Association of America (RIAA) e vendeu 6 milhões de réplicas no país até dezembro de 2024, convertendo-se no sexto mais vendido no território em 2014 e o segundo com melhores resultados na Billboard 200 naquele ano — ficando apenas atrás da trilha sonora do filme Frozen. Mundialmente, foi o 10º mais vendido em 2013 e o 20º mais comercializado em 2014, registrando vendas de cinco milhões de exemplares até novembro de 2014.
De Beyoncé foram lançados quatro singles oficiais. Os dois primeiros, "XO" e "Drunk in Love", foram lançadas simultaneamente nas rádios estadunidenses, e embora a segunda tenha sido lançada oficialmente apenas nos Estados Unidos e no Reino Unido, obteve maior destaque, entrando em diversas tabelas musicais após o lançamento do disco e tornando-se a mais bem sucedida da cantora na Billboard Hot 100 em quatro anos, atingindo a vice-liderança, além de ter ganhado os Grammy Awards de Melhor Canção de R&B e Melhor Desempenho de R&B. Os outros dois, "Partition" e "Pretty Hurts", obtiveram um desempenho comercial moderado. Para a divulgação do trabalho, Beyoncé incluiu algumas canções do projeto na The Mrs. Carter Show World Tour (2013-14) a partir de dezembro de 2013, iniciou a turnê On the Run Tour (2014) em conjunto com seu marido, o rapper Jay-Z, e apresentou todas as músicas do material em um medley realizado nos MTV Video Music Awards de 2014. O projeto foi notado por influenciar outros lançamentos surpresa e por causar a mudança da data de lançamento global de discos e músicas de terça para sexta, devido ao seu grande sucesso, além de ter levantado discussões sobre a sexualidade feminina e o feminismo.

## Antecedentes
Em 7 de janeiro de 2012, após a conclusão dos trabalhos promocionais de 4, Beyoncé deu a luz à sua primeira filha, Blue Ivy, no Lenox Hill Hospital em Nova Iorque. Apenas quatro meses após o parto, ela iniciou uma residência de três shows no Ovation Hall, no Revel Atlantic City, intitulada Revel Presents: Beyoncé Live. A decisão de realizar concertos tão cedo foi proposital; a cantora queria demonstrar para as mães que elas não precisavam interromper suas vidas profissionais apesar de terem tido filhos. Após as apresentações, Beyoncé passou o verão nos The Hamptons, em Nova Iorque, onde ela cuidou de Blue Ivy e deu início às gravações de seu próximo álbum. No começo de 2013, a artista cantou "The Star-Spangled Banner" na segunda cerimônia de presidência de Barack Obama e realizou o show do intervalo do Super Bowl XLVII, para o qual surgiram expectativas de que ela lançaria material novo, embora tais rumores não tenham se confirmado. A intérprete também lançou um documentário autobiográfico em fevereiro, intitulado Life Is But a Dream.
Em março de 2013, uma canção de hip hop de duas partes intitulada "Bow Down/I Been On" foi divulgada na conta de Beyoncé no SoundCloud. A primeira, "Bow Down", foi produzida por Hit-Boy e escrita após a artista acordar certa manhã com um canto grudado em sua mente, sentindo-se furiosa e agressiva. A segunda parte, "I Been On", foi produzida por Timbaland e faz uso proeminente de um vocal com altura distorcida como uma homenagem à cena de hip hop de Houston. Michael Cragg, do The Guardian, descreveu a faixa como "brilhantemente estranha", enquanto Lindsay Zoladz, da Pitchfork Media, notou a sua assertividade e acreditou que ela servia como uma introdução do que estava prestes a vir. "Bow Down/I Been On" foi percebida como um afastamento significativo do catálogo anterior de Beyoncé, particularmente por sua natureza agressiva. A atmosfera da canção e seu controverso refrão "Curvem-se, vadias" geraram reações mistas daqueles que questionaram se a letra era direcionada a mulheres ou era apenas um momento de braggadocio. A artista esclareceu após o lançamento do álbum, onde elementos de "Bow Down" aparecem em "Flawless", que a faixa e seu refrão foram destinados como uma declaração de empoderamento feminino.
Beyoncé ou seus representantes não comentaram sobre o lançamento de "Bown Down/I Been On", e muitos jornalistas questionaram a natureza de seu lançamento no contexto do lançamento de seu futuro álbum. Maior desentendimento foi criado quando trechos de duas outras faixas, "Grown Woman" e "Standing on the Sun", foram usadas para propagadas televisivas, com uma similar falta de explicação em relação aos seus propósitos. Ao longo de 2013, a mídia por várias vezes noticiou que o disco havia sido adiado ou descartado, com uma matéria alegando que a cantora havia descartado 50 canções para recomeçar o projeto. Em julho de 2013, um porta-voz de Beyoncé negou as especulações de que o projeto havia sido adiado, declarando que não havia uma data de lançamento oficial e que quando esta seria definida, seria anunciada através de um comunicado oficial para a imprensa. Houve considerável confusão entre jornalistas e fãs, já que a artista estava em uma grande turnê, e não discutiu o álbum ou seu lançamento.

## Gravação
As sessões de gravação para o álbum começaram no verão de 2012 nos The Hamptons, em Nova Iorque, onde Beyoncé e seu marido Jay-Z estavam vivendo. Ela convidou compositores e produtores para acompanhá-los, incluindo Sia, Timbaland, Justin Timberlake e The-Dream. Beyoncé descreveu a atmosfera como inconvencional, dizendo: "Nós jantávamos com os produtores todos os dias, como uma família (...) era como um acampamento. Finais de semana livres. Você podia pular na piscina e andar de bicicleta (...) o oceano, a grama e a luz do sol (...) era um lugar muito seguro". Ela passava a maior parte do tempo com sua filha recém-nascida, tirando algumas horas para gravar músicas. A primeira canção do disco, "Pretty Hurts", co-composta por Sia, foi completada durante estas sessões. O projeto foi suspenso até 2013 e realocado para os estúdios Jungle City Studios e Oven Studios, onde a maior parte do projeto foi gravado. Em matéria para a Vogue em janeiro de 2013, o jornalista Jason Gay descreveu a atenção de Beyoncé para os detalhes como "obsessiva" ao observar seu estúdio, notando as anotações de visões que ela havia criado para inspiração, que continham potenciais títulos para as canções, capas de álbuns antigos e fotos de performances.
Em meados de 2013, um artista relativamente desconhecido, Boots, assinou um contrato de publicação com a Roc Nation, gravadora de Jay-Z. Em entrevista com Pitchfork após o lançamento do álbum, Boots ficou tímido ao responder perguntas sobre como Beyoncé descobriu sua demo ou sobre seus trabalhos anteriores, apenas confirmando sua contratação com a Roc Nation. Em junho de 2013, eles se encontraram pela primeira vez e o músico apresentou à cantora material que sentiu ser mais adequado para ela. Entretanto, Beyoncé estava mais interessada em seus projetos experimentais, e ele relutantemente tocou-lhe a demo ao piano de "Haunted" em seu celular, acreditando que o instrumental seria desinteressante. Ela discordou e recusou-se em ignorar, acreditando em seu potencial. Num encontro posterior, Boots apresentou-a um rap de fluxo de consciência intitulado "Ghost", o qual ele escreveu após uma reunião exasperante com uma gravadora. O músico começou o desenvolvimento da obra compondo uma melodia que o fazia lembrar de um estado hipnótico, colocando em seguida arpejos de guitarra para a assimilar com trabalhos do músico britânico de música eletrônica Aphex Twin. Posteriormente, "Ghost" acabou se tornando a primeira metade de "Haunted"; Boots descreveu Beyoncé como a "única visionária na sala" por sua habilidade de encontrar potencial em trechos de músicas. Após essas sessões, ele viria a trabalhar em 85% do álbum.

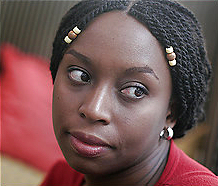
"Criamos garotas para ver umas às outras como concorrentes. Não por empregos ou realizações (o que eu acho que poderia ser algo válido), mas pela atenção dos homens. Ensinamos as meninas que elas não podem ser seres sexuais da mesma forma que os meninos. Feminista: a pessoa que acredita na igualdade social, política e econômica dos sexos". O discurso de Adichie (foto) é audível em "Flawless".

Enquanto a gravação continuava em Nova Iorque, a previamente lançada "Bow Down" foi incorporada em uma faixa que acabou tornando-se "Flawless". Durante sua composição, Beyoncé motivou-se em interpolar arquivos de sua derrota no programa de competição televisivo Star Search quando criança; sua força resultante foi manifestada na personalidade mais agressiva e dominante apresentada na música. Além disso, uma porção do discurso "We Should All Be Feminists" feito pela escritora nigeriana Chimamanda Ngozi Adichie na conferência TED também foi usada em "Flawless", pois a cantora identificou-se com as interpretações do feminismo feita por Adichie. Abordagens orgânicas foram realizadas durante o processo de composição e gravação de "Drunk in Love" e "Partition". Enquanto trabalhava com Detail e Timbaland em uma batida que tornou-se "Drunk in Love", Beyoncé se inspirou pelo que ela descreveu como pura alegria, já que ela e Jay-Z proferiram seus versos de forma livre. Semelhantemente, a linha do baixo de "Partition", a qual foi considerada pela artista como reminiscente às de hip hop durante o começo de seu romance com Jay-Z, influenciou-a a acompanhar a faixa com letras explícitas. Ela foi ao microfone sem caneta e papel e rimou a primeira estofe, ficando inicialmente envergonhada com o quão eram explícitas as letras. Durante a composição de "Partition", um rap conhecido como "Yoncé" foi usado como a abertura da obra, cuja batida foi construída por Justin Timberlake batendo em baldes no estúdio.
Apenas quatro músicas não foram gravadas inteiramente em estúdios de Nova Iorque: "Superpower" e "Heaven", que foram parcialmente gravadas na Califórnia, "No Angel" — desenvolvida em Londres — e "XO", gravada em Berlim e Sydney. Embora a demo de "XO" tenha sido gravada quando Beyoncé contraiu uma infecção sinuosa, os vocais não foram regravados pois ela sentiu que suas imperfeições se encaixariam mais apropriadamente. Em outubro de 2013, o álbum começou a tomar forma, e "Standing on the Sun" e "Grown Woman" — as quais já haviam sido usadas em propagadas televisivas naquele ano — foram removidas do produto em virtude de sua abordagem minimalista. Durante a semana de Ação de Graças, os vocais foram gravados e os produtores foram notificados de enviarem seus cortes finais. Beyoncé passou menos tempo na produção vocal do que em seus projetos anteriores, focando em aperfeiçoar a música do disco. Beyoncé foi inteiramente masterizado por Tom Coyne e Aya Merrill nos Sterling Sound Studios em Nova Iorque, com exceção de "Pretty Hurts", que foi masterizada por James Krausse. No total, 80 músicas foram gravadas para o álbum.

## Visual
Beyoncé considerou pela primeira vez a ideia de criar um "álbum visual" em junho de 2013, quando apenas três ou quatro músicas haviam sido concluídas. Explicando sua inspiração, ela disse que muitas vezes conectava imagens, memórias de infância, emoções e fantasias a músicas que ela estava compondo, e que ela "queria que as pessoas ouvissem as canções com a história que está na minha cabeça, pois é o que o torna meu". Ela destacou sua experiência imersiva com os vídeos da era Thriller (1982), de Michael Jackson, como a principal influência para a criação de um corpo de trabalho em que "as pessoas ouviriam as coisas de maneira diferente e [...] realmente fossem capazes de ter todo o visual do álbum".
Os vídeos foram filmados entre junho e novembro de 2013 em vários países enquanto a cantora viajava em sua turnê mundial. Todd Tourso, que dirigiu os vídeos de "Jealous" e "Heaven", atuou como diretor criativo de todo o projeto. Grande parte de seu papel dizia respeito à ligação entre Beyoncé, que para a maioria dos vídeos já tinha conceitos, e os respectivos diretores que também tinham propostas. Como a maioria das obras foram filmadas fora dos Estados Unidos, a equipe de produção era pequena, composta apenas por Tourso, o diretor de fotografia e produtor, além de Beyoncé e seu estilista, maquiador e segurança. Ao filmar em locais público, a artista usava fones de ouvido em vez de ter a música tocada em volume alto, a fim de manter o sigilo do projeto e evitar que qualquer faixa vazasse. No momento da pós-produção, o processo de composição começou a convergir com o conteúdo dos visuais e Beyoncé assistia a imagens não editadas para encaixar a música neles. "Flawless", "Rocket" e "Mine" foram notados como tendo sido alterados por suas contrapartes visuais, Tourso comentando que "ela reescreveria algumas linhas, ou adicionaria certo áudio, ou adicionaria pontes" e acreditava que "completaria a imagem de onde o áudio precisava ir".
Vários vídeos pretendiam demonstrar a temática central do álbum; "encontrar a beleza na imperfeição". Enquanto trabalhava em "Flawless", Beyoncé foi lembrada de sua perda na competição de televisão Star Search quando criança, que ela viu como um momento decisivo em sua carreira, e acreditava que a competição a ensinou a abraçar a imperfeição no futuro. O tema foi representado nos vídeos pelo uso recorrente de troféus, que a cantora viu como referência a "todo o sacrifício que fiz quando criança, todo o tempo que perdi". Também foi levado para a forma como os visuais foram criados, com os vídeos de "Drunk in Love", "Yoncé", "No Angel", "XO" e "Blue" filmados sem preparação prévia, já que a cantora encontrou prazer na espontaneidade dos locais de filmagem e em resistir ao ímpeto de aperfeiçoá-los. Observando alguns dos conteúdos explícitos dos visuais e a exposição de seu corpo, Beyoncé disse que achou as filmagens libertadoras e expressou sua intenção de demonstrar a sexualidade como um poder que as mulheres deveriam ter, e não perder depois de se tornarem mães. Ela continuou dizendo: "Eu sei que encontrar minha sensualidade, voltar a minha forma, ter orgulho de crescer, foi importante para mim expressar isso [...] Eu sei que há tantas mulheres que se sentem da mesma maneira".

## Composição
Beyoncé é um conjunto de quatorze faixas com dezessete curtas-metragens: um vídeo para cada faixa de áudio, dois vídeos extras para acompanhar as faixas de duas partes "Haunted" e "Partition", além de um vídeo bônus para "Grown Woman", que não possui uma contraparte de áudio equivalente. Partindo do R&B tradicional de seu antecessor, 4, as canções de Beyoncé são predominantemente derivadas do R&B alternativo fundindo-o com uma variedade de gêneros, como dubstep, hip hop, soul e música eletrônica. Sua produção sombria e melancólica é mais texturizada que a de seus antecessores, sendo caracterizada por graves pesados e um forte som de pratos, bem como sintetizadores proeminentes. Seu número de abertura, "Pretty Hurts", é uma balada derivada dos gêneros power pop e soul completada por um fundo que emprega o uso de sintetizadores, pequenos acordes e uma batida de bateria "efervescente". O seu conteúdo lírico lida com temas da terceira onda do feminismo, auto-capacitação e a imagem corporal, bem como com as consequências dos padrões de beleza impostos pela sociedade. Contém trechos de áudio de concursos de beleza que Beyoncé disputou para enquadrar a música no contexto de sua infância. "Haunted", segunda faixa, apresenta letras francas e sexualmente explícitas em consonância com o tema proeminente do álbum sobre a sexualidade. Musicalmente, deriva-se do hip hop alternativo e música eletrônica, com Beyoncé fazendo rap com vocais recuados e reverberados, além de batidas ambientes, baixo, percussão e um segmento de palavra faladas intitulado "Ghost".
"Drunk in Love" é um dueto entre Beyoncé e seu marido Jay Z, cujas letras fortemente carregadas de duplo sentidos exploram a luxúria dentro de um relacionamento sexual. Em uma estrutura que orna batidas de trap intermitentes com graves pesados, sintetizadores e tambores deslizantes, os vocais da artista passeiam por tons diversos, incluindo um refrão melodramático cantado em seu registro superior e um segundo verso ao estilo rap. A quarta obra, "Blow", é um R&B e funk influenciado por uma ampla gama de gêneros, dentre eles à música disco. Recebeu comparações com canções dos anos 1970 e 1980, principalmente de Prince e Janet Jackson, enquanto suas linhas apontam para temas como o sexo oral e à cunilíngua por meio de insinuações explicitas. Segue-se, então, "No Angel" um chillwave com influências de hip hop, R&B e trap, que é guiado por uma produção minimalista e instrumentação concretizada principalmente pelo trabalho de um baixo. Em suas linhas, a intérprete expressa que tal como seu companheiro amoroso, ela também não é perfeita. Descrita como uma canção electro-R&B, "Partition" consiste de duas partes, individualmente intituladas "Yoncé" — cuja batida foi inspirada dos sons produzidos por Timberlake com um balde — e "Partition". Sua produção é musicalmente formada por um esparso arranjo sintetizado, uma linha do baixo impulsante e uma batida pesada. "Yoncé" apresenta a protagonista feminina provocando o sujeito masculino, enquanto "Partition" retrata relações sexuais na traseira de uma limusine. O minuto final da faixa apresenta uma interpolação em língua francesa similar à uma citação da atriz Julianne Moore no filme The Big Lebowski (1998).
"Jealous", classificada como uma power ballad, é uma canção autorreferencial que discute sentimentos como ciúmes, suspeita e vingança direcionados a um atual interesse amoroso. A sua composição contém uma "mistura estranha de tons e estilos", mais proeminentemente uma linha de baixo taciturna repleta de gritos eletrônicos. A sétima pista, "Rocket", é uma balada estilisticamente derivada do soul, funk e R&B de tempo lento, enquanto seu conteúdo lírico retrata a cantora abordando seu parceiro por meio de insinuações sexuais. "Mine" é um R&B, com toques de jazz, de proposta auto-reflexiva, com letras que fazem referência a conflitos conjugais e dificuldades com depressão pós-parto. A canção de amor "XO" usa várias técnicas vocais para evocar uma celebração do amor e da vida, incluindo eco e vários ganchos. Suas linhas de refrão ascendentes fazem uso da técnica conhecida como chamada e resposta, bem como por vozes de uma multidão que acompanham Beyoncé, enquanto ela canta sobre como suas "noites mais escuras" são iluminadas ao ver o rosto de seu amado. Beyoncé ganha sequência com "Flawless", que consiste em duas partes — "Bow Down" e "Flawless", divididas por um discurso intitulado "We Should All Be Feminists" proferido pela escritora nigeriana Chimamanda Ngozi Adichie em uma conferência TEDxEuston. É uma música influenciada pelo trap, com um groove sujo e uma batida barulhenta, em que Beyoncé reflete sobre suas próprias atitudes feministas, encorajando a autoaceitação entre as mulheres e criticando os sentimentos misóginos. "Superpower", dueto com Frank Ocean, é um doo wop de ritmo lento que apresenta os dois cantores cantando com um registro vocal baixo em uma faixa de várias camadas. Aborda principalmente o poder do amor e da união e os efeitos fortalecedores de um relacionamento duradouro. As peças finais do álbum são baladas de tempo moderado, "Heaven" e "Blue". A primeira citada é um hino emotivo conduzido por piano com elementos gospel. Já a última também é construída sobre uma melodia de piano na qual Beyoncé expressa o seu amor por sua filha, Blue Ivy Carter, usando todo o seu alcance vocal.

## Arte, lançamento e promoção
"Sinto falta dessa experiência imersiva, agora as pessoas ouvem apenas alguns segundos de música em seus iPods e não investem realmente em toda a experiência. É tudo sobre o single, e o hype. É tanta coisa que fica entre a música, a arte e os fãs. Eu senti que não quero que ninguém entenda a mensagem quando meu disco for lançado. Eu só quero que isso saia quando estiver pronto e de mim para meus fãs".

—Beyoncé discutindo sua intenção por trás do lançamento não convencional de Beyoncé.
Ao longo de 2013, Beyoncé trabalhou no projeto em estrito sigilo, compartilhando informações ao seu respeito com um pequeno círculo de pessoas e mudando continuamente o seu prazo de conclusão, que só foi finalizado uma semana antes de seu lançamento. Mais tarde, ela explicou que sua intenção era restabelecer a ideia do lançamento de um álbum como um evento significativo e emocionante, considerando que seu significado havia se perdido diante do hype criado em torno de singles. Tourso e sua pequena equipe de designers foram encarregados de projetar a capa do projeto, que ele achou difícil considerando que era um álbum visual e, portanto, estaria "inundado de imagens". Ao longo de três meses, foram considerados mais de cem opções, até que eles tomaram como referência a capa do quinto álbum de estúdio e homônimo (1991) do Metallica para desenvolver a de Beyoncé. A arte simples, apresenta o nome da cantora digitado em rosa claro contra um fundo preto. A equipe considerou-a como uma declaração ousada, especificamente por se desviar das convencionais imagens de capa com fotos do rosto de Beyoncé, que eles achavam que seria o esperado. Tourso usou uma fonte semelhante aos cartazes usados para representar a masculinidade abrasiva em lutas de boxe, que na capa do álbum foi contrastada pela tonalidade rosa considerada por eles como "uma subversão da feminilidade".
No início de dezembro de 2013, Beyoncé e sua empresa de gestão, a Parkwood Entertainment, realizaram reuniões para discutir as estratégias de lançamento do álbum com executivos da Columbia Records e da iTunes Store. Também foram realizadas reuniões com executivos do Facebook para tratar de sua publicidade, o que resultou na equipe da artista sendo uma das primeiras a usar o novo recurso para vídeos da rede social, o "AutoPlay". Em 9 do mesmo mês, Rob Stringer, presidente da Columbia Records, comunicou à mídia que o disco seria lançado em algum momento de 2014 e seria algo "monumental". Nas primeiras horas da manhã do dia 13, Beyoncé foi disponibilizado exclusivamente nas iTunes Store sem qualquer anúncio prévio ou promoção. A cantora comentou que estava "entediada" de sua música ser comercializada como havia sido feito anteriormente, e queria que esse método de lançamento fosse uma experiência diferente para seus fãs. O produto esteve disponível exclusivamente nas iTunes Stores em formato digital até 20 de dezembro de 2013, quando as cópias físicas em CD começaram a serem distribuídas para outros varejistas. A Parkwood Entertainment teve um prazo de até 72 horas desde o momento em que o álbum foi posto à venda na internet para preparar seu lançamento físico.

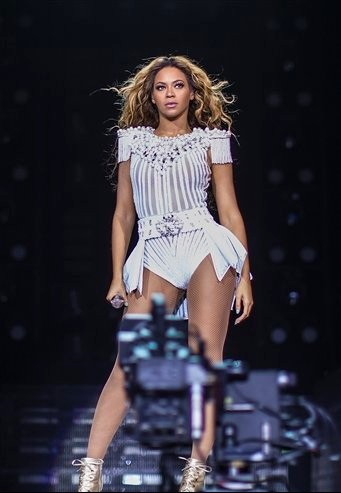
Beyoncé se apresentando na The Mrs. Carter Show World Tour em Londres.

Assim que o Beyoncé foi lançado sob exclusividade dos iTunes Stores, a Sony Music emitiu um decreto que proibia outros varejistas de colocá-lo em pré-venda naquele momento, para proteger ainda mais a exclusividade com as iTunes. Foi então relatado que a Target e Amazon Music se opunham à regra e, portanto, não estariam interessadas em comercializar as cópias físicas do disco em seus serviços. De acordo com um porta-voz da Target, a loja estaria interessada apenas em vender álbuns que fossem lançados simultaneamente em formato digital e físico. No dia 21, todos os vídeos do projeto foram exibidos no SVA Theatre em Nova Iorque.
Após o lançamento do álbum, Beyoncé cantou "XO" durante as paradas restantes da etapa estadunidense da The Mrs. Carter Show World Tour em dezembro de 2013. Em 26 de janeiro do ano seguinte, durante a 56ª edição dos Grammy Awards, "Drunk in Love" foi apresentado ao vivo pela primeira vez. Em 19 de fevereiro, a primeira apresentação televisionada de "XO" ocorreu durante a 34.ª cerimônia dos Brit Awards, marcando também a primeira performance da artista no evento desde a realizada em 2004. Mais tarde naquele mês, várias músicas do álbum foram adicionadas ao repertório da segunda etapa europeia da The Mrs. Carter Show World Tour. Todos os videoclipes do projeto foram exibidos no Festival de Cinema de Los Angeles em 13 de junho, juntamente com comentários de três dos diretores dos vídeos que estiveram presentes no evento. Para promover ainda mais o trabalho, Beyoncé embarcou em sua primeira turnê ao lado de Jay-Z; a On the Run Tour começou em Miami em 25 de junho de 2014 e terminou em Paris em 13 de setembro de 2014. Uma performance pré-gravada de "Partition" foi extraída da turnê e transmitida nos BET Awards em 29 de junho. Durante a 31ª cerimônia dos MTV Video Music Awards, realizado em 24 de agosto, a artista executou todas as músicas do álbum como parte de um medley de 16 minutos de duração. Em 12 de dezembro de 2014, cerca de um ano após o lançamento de Beyoncé, um curta-metragem intitulado Yours and Mine foi carregado no site da artista e em sua conta no YouTube. O filme de palavras faladas, inteiramente em preto e branco, que apresenta cenas dos bastidores e imagens reaproveitadas de videoclipes de Beyoncé, foi descrito como "um curta-metragem retrospectivo em comemoração ao aniversário de um ano do álbum visual autointitulado".

## Repercussão

### Crítica profissional
| Críticas profissionais | Críticas profissionais |
| Pontuações agregadas   | Pontuações agregadas   |
| Fonte                  | Avaliação              |
| ---------------------- | ---------------------- |
| Metacritic             | 85/100                 |
| Avaliações da crítica  |                        |
| Fonte                  | Avaliação              |
| AllMusic               | [ 84 ]                 |
| The Daily Telegraph    | [ 38 ]                 |
| Entertainment Weekly   | A−                     |
| The Guardian           | [ 40 ]                 |
| Los Angeles Times      | [ 45 ]                 |
| NME                    | 8/10                   |
| Pitchfork              | 8.8/10                 |
| Rolling Stone          | [ 46 ]                 |
| Spin                   | 9/10                   |
| The Times              | [ 85 ]                 |

Beyoncé recebeu ampla aclamação da crítica especializada, que o elogiou por sua abordagem de temas sexuais, sua produção e os vocais da artista, bem como seu lirismo. No agregador de resenhas Metacritic, que estabelece uma média de até cem pontos com base nas avaliações dos críticos musicais, o álbum obteve 85 pontos de aprovação, que foram baseados em 34 resenhas recolhidas, o que indica "análises geralmente positivas". Carrie Battan, do portal Pitchfork, deu uma nota 8,8 de 10 para o projeto, observando que nele a artista tenta se adequar na abordagem de temas sensuais popularizados por suas contemporâneas, como Rihanna ou Miley Cyrus, porém, ao aposto delas, "propõe a ideia de que o auge de uma mulher — pessoal, profissional e especialmente sexual — pode ocorrer dentro de uma parceria amorosa estável". Acrescentando, ainda, que tal apelo erótico não soa fora de sintonia com os momentos em que ela expressa sentimentos mais profundos e pessoais, como em "XO" ou "Blue". Concluindo que "o disco apresenta a energia de uma estrela pop conservadora navegando pelas tendências atuais sem se prender a elas". Andy Kellman, do banco de dados Allmusic, atribuiu ao registro todas as cinco estrelas permitidas, o considerando não apenas o melhor trabalho da artista desde B'Day (2006), mas também um de seus "mais divertidos", "sexualmente explícitos" e com "substância em todos os aspectos". Neil McCormick, do jornal The Daily Telegraph, entregou quatro estrelas ao disco e o elogiou por conter "um foco e uma intensidade raras em produções assinadas por vários compositores, um senso de propósito que prende a atenção mesmo quando as músicas às vezes se perdem em busca de um refrão"; Os vocais de Beyoncé também foram prezados por sua incomum qualidade de contenção, capaz de deixar "as melodias se desenrolarem em batidas suaves" e "aumentar em vez de liberar a intensidade", assim como o conteúdo sexual de suas letras o qual considerou que o torna o "Erotica (1992) de Beyoncé" e um saudável desvio da imagem de "garota pura e protegida por seu marido Jay-Z", soando como "se, após-maternidade, ela agora quisesse afirmar algumas posturas adultas".
David Amidon, do portal PopMatters, também elogiou a natureza honesta e altamente sexual da obra, alegando que aqui o tema é abordado do ponto de vista "emocional" e "honesto", "não apenas pornografia", capaz de "fazer os homens quererem ouvir o que ela tem a dizer e as mulheres sentirem que podem dizer isso a eles também". Atribuindo ao produto uma nota 9 numa escala de 10, Anupa Mistry, da revista Spin, alegou que a textura, tanto de som quanto de conteúdo, tornava este o melhor disco de Beyoncé. Para o autor, o que é mais interessante nele era ver uma "uma artista tão associada a um tropo singular — diva-pop e R&B —" se desafiar artisticamente, de forma sutil e graciosa, criando uma obra audiovisual de qualidade "vívida e estrondosa" e coesa aos tempos de rede social. O principal crítico do New York Times, Jon Pareles, descreveu as faixas como "cheias de vapor e elegância, cheias de façanhas eróticas e vocais sensuais", observando que "de vez em quando, para variar, elas se tornam vulneráveis, compassivas ou pró-feministas". Rob Sheffield, editor da Rolling Stone, emitiu quatro estrelas e meia de cinco ao projeto, o qual sentiu ser o passo mais ousado da cantora, que demonstrava que ela havia alcançado um ponto de sua carreira que lhe dava a permissão de fazer o quisesse. Elaborando que embora isso pudesse soar arrogante, era justamente a sua arrogância que "torna o mundo um lugar melhor" e que conseguia criar algo ao nível de Beyoncé. Resenhista da publicação The Times, Jon O'Brien também o considerou um passo de ousadia da cantora, um resultado de sua "fabulosidade" e tão significativo que da-lhe um título se tornava desnecessário.
Mike Diver, da revista Clash, definiu os produtores envolvidos no disco como "um time dos sonhos", assim como a artista por conseguir imprimir com proeza "a cada segundo" sua personalidade artística nele; Já seu vocais, na opinião do editor, exibem "poder" e "controle de tirar o fôlego", provando que seja "qual for a faixa, seja qual for o clima, ela pode se adaptar a tudo". Mikael Wood, jornalista do Los Angeles Times, emitiu quatro estrelas de cinco a Beyoncé e adjetivou seus produtores de "talentos absurdamente expansivos", e uma prova de que a artista pode "recrutar ajuda e, ao mesmo tempo, enfatiza sua posição no centro do universo pop". Já suas canções foram chamadas de "deslumbrantes" e enaltecidas por sua proeza em "combinar de forma semelhante o íntimo e o extravagante". Concedendo-lhe uma nota A, Nick Catucci, da revista britânica Entertainment Weekly, definiu o trabalho como sendo o "equilíbrio entre a inventividade formal e a franqueza emocional" e nomeou "Blue" e "Haunted" como as suas melhores faixas. Acrescentando, ainda, que a primeira prova que nem todas as baladas pop carregadas de piano precisam trazer o marasmo e a citando como a mais recomendável aos fãs que pudessem se sentirem desapontados com a investida da artista por um "território obscuro e intermitentemente emocionante". Descrevendo-o como um disco "obscuro, complexo e picante", Nick Catucci, da também britânica NME, de uma nota 8 de 10 ao álbum e o nomeou de o mais franco de Beyoncé, onde apesar do título homônimo, a mostra "exigindo avidamente mais de si mesma do que apenas ser Beyoncé". Sua produção, percebida pelo autor como similar a de trabalhos de The Weeknd e Frank Ocean, foi elogiada por desviar-se de formulas de sucessos garantidos e apostar em tratar de temas mais sérios como "bulimia, depressão pós-parto e medos". Contudo, concluí expressando, ao oposto dos demais resenhadores, que sua exploração por temas sexuais são de "emoção insignificante" e a impede de "atingir seu pleno potencial de grandiosidade".

### Impacto

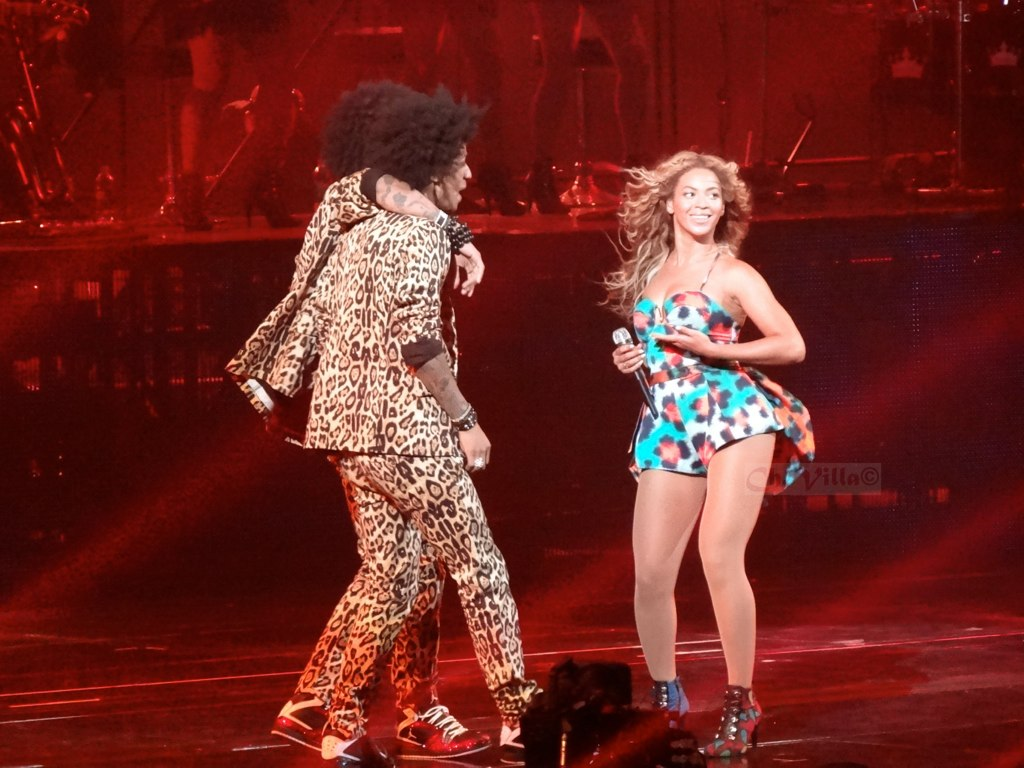
Beyoncé interpretando "Grown Woman", acompanhada pela dupla de dançarinos Les Twins.

Para a Billboard, Beyoncé é um dos 15 álbuns com melhor desempenho do século 21, cujo nenhum de seus singles alcançou o primeiro lugar da Billboard Hot 100. Seu lançamento surpresa causou reações "hilárias, honestas e histéricas" entre os fãs da cantora, e "choque" entre outros músicos, em um efeito que foi cunhado de "Síndrome de Beyoncé" pela BBC. De acordo com dados fornecidos pelo Twitter, com apenas 12 horas de estreia, o material gerou mais de 1 milhão e 200 mil tweets. Rob Sheffield, da Rolling Stone, escreveu: "Todo o projeto é uma celebração da filosofia de Beyoncé, que se resume ao fato de que a cantora pode fazer qualquer coisa que ela quiser". Peter Robinson, do The Guardian, chamou o seu lançamento inesperado de "Beyoncégeddon", descrevendo-o como "uma aula magistral em exercer e abrir mão do marketing". Henry Knight, da BBC, disse que "o álbum não apenas provou ser inovador musicalmente, mas também reescreveu o modelo de negócios da indústria". Zack O'Malley Greenburg, da Forbes, incluiu a obra em sua lista de "Campeões da indústria musical em 2013", observando que a cantora "não fez uso de nenhuma das vantagens de [ter assinado contrato com uma grande gravadora] — a 'estratagema' que nos dizem ser tão necessária. Não houve promoção no rádio, nenhum single prévio, nenhum comunicado de imprensa antecipado ou qualquer coisa do qualquer tipo".
A estratégia de marketing de lançar um disco com pouco ou nenhum aviso prévio foi objeto de um estudo de caso na Harvard University de School of Business. Com isso, Beyoncé passou a ser creditada por ter inaugurado uma tendência que mais tarde seria emulada por vários artistas, incluindo Drake, Kanye West, Kendrick Lamar, e Eminem. O músico canadense Grimes apontou que a cantora criou uma obra que mudou sua vida e "revitalizou a arte". Após a International Federation of the Phonographic Industry (IFPI) passar a considerar sexta-feira como o dia global de lançamento de álbuns, Andrew Flanagan, da Billboard, achou que o lançamento de Beyoncé estava entre os pontos de influência na decisão, escrevendo: "Após sete meses de idas e vindas semipúblicas, uma conversa instigada em parte pela pirataria australiana e pelo lançamento surpresa de Beyoncé em dezembro de 2013 resultou na aceitação da indústria fonográfica global de sexta-feira como a data de lançamento de novos álbuns". A Time considerou a cantora uma das pessoas mais influentes de 2014 devido ao lançamento do trabalho, escrevendo: "Em dezembro, ela pegou o mundo de surpresa ao lançar um novo disco, completo com vídeos, e anuncia-lo no Facebook e Instagram. Beyoncé quebrou as regras da indústria musical — e recordes de vendas".

### Reconhecimento
Apesar de ter sido lançado em dezembro, quando várias publicações já haviam completado suas listas de fim de ano, Beyoncé foi classificado como o melhor álbum do ano pela Billboard, Houston Chronicle e Los Angeles Times; a Spin, por sua vez, o classificou como melhor do período no gênero R&B. Foi, ainda, colocado entre os dez primeiros nas compilações realizadas pela Associated Press, HitFix, MTV News e Digital Spy. De acordo com o Metacritic, Beyoncé foi o décimo primeiro álbum mais predominante citado em listas de melhores de 2013. Na enquete anual do banco de dados Pazz and Jop foi eleito o 4.ª melhor dentre outros 40. Para Robert Christgau, o criador da enquete, este foi décimo oitavo melhor lançamento de 2013. Algumas publicações incluíram obra em suas listas de 2014, sendo o mais bem avaliado nas compilações da Vibe e The New York Times. O periódico Consequence of Sound o ranqueou na décima oitava posição dentre os destaques do ano, enquanto a Tiny Mix Tapes o colocou em quadragésimo. Em janeiro de 2015, a Billboard também o nomeou o segundo melhor disco da primeira metade da década de 2010. O portal Pitchfork posicionou-o na décima quarta ocupação do período até aquele momento; Já a britânica Fact o elegeu o nono.
Beyoncé constou nos catálogos de melhores da década de 2010 organizados pela Pitchfork (3.ª posição), The Associated Press (.ª posição), Stereogum (7.ª posição), Billboard (11 .ª posição), Rolling Stone (26 .ª posição), Consequence of Sound (79º) e NME (55º). Para as revistas Spin e Q este é um dos melhores disco dos últimos trinta anos (1985–2014). Ao catalogar os 500 melhores álbuns de todos os tempos, a Rolling Stone enumerou-o na 81.ª posição, sendo enaltecido por seu "escopo musical e alcance feminista" e como algo que "provou que ninguém mais estava no nível dela". O The Guardian incluiu o projeto em 9º lugar em seu ranking dos 100 melhores trabalhos do século 21. Além de constar nestas compilações, o material foi adicionado ao livro 1001 Albums You Must Hear Before You Die, que apresenta os 1001 álbuns necessários de se ouvir antes de morrer.
Além das listagens, Beyoncé foi nomeado a diversas premiações musicais ao redor do mundo. Na 57.ª edição dos Grammy Awards, concorreu a cinco indicações, Álbum do Ano, Melhor Álbum R&B Progressivo, Melhor Álbum de Som Surround e Melhor Canção de R&B e Melhor Performance de R&B por "Drunk in Love"; vencendo os três últimos. Durante a cerimônia, em uma recriação de um incidente infame no MTV Video Music Awards de 2009, Kanye West apareceu brevemente no palco enquanto o prêmio de Álbum do Ano era entregue à Morning Phase (2014), de Beck, em protesto por Beyoncé não ter vencido. Embora inicialmente parecesse uma piada, quando West voltou ao seu lugar, ele disse em comentários após o evento que Beck "precisa respeitar a arte e deveria ter dado seu troféu a Beyoncé". Mais tarde, ele se desculpou por suas falas. Nos MTV Video Music Awards de 2014, a cantora foi laureada com o Michael Jackson Video Vanguard Award. Van Tofler, presidente e CEO da Viacom, observou que sua escolha para a condecoração foi influenciada pelo seu trabalho no audiovisual da obra, dizendo: "quando [ela] lançou o disco e a maneira como o fez de maneira tão visual, ela foi a escolha mais óbvia". Ela ganhou mais três prêmios, Melhor Colaboração por "Drunk in Love" e Melhor Fotografia e Melhor Vídeo com Mensagem Social por "Pretty Hurts". O álbum foi nomeado para Melhor Álbum do Mundo nos World Music Awards e Álbum do Ano no MTV Video Music Awards do Japão. Também recebeu duas indicações nos Billboard Music Awards para Top Billboard 200 e Top R&B Album, enquanto "Drunk in Love" foi indicado para Top R&B Song. Nos mtvU Woodie Awards de 2014, Beyoncé venceu na categoria Did It My Way Woodie, premiada pela estratégia de lançamento do trabalho. No mesmo ano, angariou o troféu de Álbum do Ano nos Soul Train Music Awards e Álbum Favorito de Soul/R&B nos American Music Awards.

## Singles
De Beyoncé foram lançados dois singles iniciais. O primeiro, "XO", impactou as estações de rádio mainstreams dos Estados Unidos em 16 de dezembro de 2013. Comercialmente, obteve um desempenho moderado, atingindo as vinte primeiras posições na Bélgica, Irlanda, Japão e na 45.ª ocupação na tabela estadunidense Billboard Hot 100. O vídeo musical correspondente foi filmado em Coney Island e dirigido por Terry Richardson, retratando a cantora andando em carrinhos de bate-bate ao lado de várias pessoas. Outras sequências a mostra dançando com fãs, artistas de rua e também com várias de suas dançarinas em um jogo de skee-Ball. Acompanhando o lançamento de "XO", "Drunk in Love" foi veiculado para estações de rádio urban nos Estados Unidos em 17 de dezembro. Converteu-se no maior sucesso comercial do projeto, atingindo a vice-liderança da Billboard Hot 100, constando nas dez primeiras ocupações das tabelas da Bélgica, França e do Reino Unido. O vídeo musical foi dirigido por Hype Williams e filmado em preto e branco em Golden Beach, Flórida, em uma mansão à beira-mar. O visual apresenta cenas de Beyoncé e Jay-Z interpretando-a juntos.
"Partition" foi enviada para rádios urban contemporary estadunidenses em 25 de fevereiro de 2014, servindo como a terceira música de trabalho de Beyoncé. Entrou na Billboard Hot 100 antes mesmo de seu lançamento como single; mais tarde, atingiu o pico na 23.ª posição da tabela e tornando-se também a décima segunda liderança da artista na Hot Dance Club Songs, entrando também nas paradas de outros países como Bélgica, Irlanda e Reino Unido. Dois vídeos musicais correspondentes a "Yoncé" e "Partition" foram lançados em 13 de dezembro de 2013 na iTunes Store, juntamente com o lançamento do álbum. O primeiro foi dirigido por Ricky Saiz e filmado nas ruas do Brooklyn, retratando Beyoncé com seu alter-ego Yoncé andando acompanhada de diversas mulheres, enquanto o segundo, dirigido por Jake Nava, foi filmado no cabaré parisiense Crazy Horse e apresenta a cantora retratando suas fantasias sexuais e seduzindo seu parceiro, com Jay-Z fazendo uma participação. O lançamento de  "Pretty Hurts" como o terceiro single do produto ocorreu em 10 de junho de 2014, dia no qual foi enviado para rádios mainstream e rhythmic estadunidenses. Em termos comerciais, obteve sucesso limitado, falhando em entrar na Billboard Hot 100 e atingindo a 63.ª posição no Reino Unido; contudo, tornou-se a 21.ª obra da cantora a culminar na Hot Dance Club Songs. Seu vídeo musical, foi concebido sob a direção de Melina Matsoukas, apresentando Beyoncé como uma competidora em um concurso de beleza.

## Alinhamento de faixas
| Beyoncé — Disco 1 (áudio) |                                                           | |                                                                          |         |  |
| N.º                       | Título                                                    | Compositor(es)                                                                                          | Produtor(es)                                                             | Duração |  |
| 1.                        | "Pretty Hurts"                                            | Joshua Coleman Sia Beyoncé                                                                              | Ammo Beyoncé                                                             | 4:18    |  |
| 2.                        | "Haunted"                                                 | Boots Beyoncé                                                                                           | Boots Beyoncé                                                            | 6:09    |  |
| 3.                        | "Drunk in Love" (com participação de Jay Z)               | Noel Fisher Beyoncé Shawn Carter Andre Eric Proctor Rasool Díaz Brian Soko Timothy Mosley Jerome Harmon | Detail The Order Beyoncé Timbaland [b] Harmon [b] Boots [b]              |         |  |
| 4.                        | "Blow"                                                    | Pharrell Williams Beyoncé James Fauntleroy Mosley Harmon Justin Timberlake Terius Nash                  | Williams Knowles Timbaland [a] Harmon [a]                                | 5:09    |  |
| 5.                        | "No Angel"                                                | Caroline Polachek Beyoncé Fauntleroy                                                                    | Polachek Beyoncé Patrick Wimberly [a] Fauntleroy [a] Boots [b]           | 3:48    |  |
| 6.                        | "Partition"                                               | Nash Beyoncé Timberlake Mosley Harmon Dwane Weir Mike Dean                                              | Timbaland Harmon Timberlake Beyoncé Key Wane Dean [b] Boots [b]          | 5:19    |  |
| 7.                        | "Jealous"                                                 | Fisher Beyoncé Proctor Díaz Soko Boots Lyrica Anderson                                                  | Detail The Order Knowles Boots [b] Hit-Boy [b] HazeBanga [b] Proctor [b] | 3:04    |  |
| 8.                        | "Rocket"                                                  | Miguel Jontel Pimentel Beyoncé Timberlake Mosley Harmon Fauntleroy                                      | Timbaland Beyoncé Harmon [a]                                             | 6:31    |  |
| 9.                        | "Mine" (com participação de Drake)                        | Noah Shebib Aubrey Drake Graham Beyoncé Jordan Kenneth Cooke Ullman Sidney Brown Weir                   | Shebib Majid Jordan [b] Brown [b]                                        | 6:18    |  |
| 10.                       | "XO"                                                      | Nash Ryan Tedder Knowles                                                                                | The-Dream Tedder Beyoncé Hit-Boy [b] HazeBanga [b]                       | 3:35    |  |
| 11.                       | "Flawless" (com participação de Chimamanda Ngozi Adichie) | Nash Beyoncé Chauncey Hollis Rey Reel Music Rashad Muhammad                                             | Hit-Boy Knowles Rey Reel Music [a] HazeBanga [a] Boots [b]               | 4:10    |  |
| 12.                       | "Superpower" (com participação de Frank Ocean)            | Williams Frank Ocean Beyoncé                                                                            | Williams Boots [b]                                                       | 4:36    |  |
| 13.                       | "Heaven"                                                  | Boots Beyoncé                                                                                           | Boots Beyoncé                                                            | 3:50    |  |
| 14.                       | "Blue" (com participação de Blue Ivy)                     | Boots Beyoncé                                                                                           | Boots Beyoncé                                                            | 4:26    |  |
| Duração total:            | Duração total:                                            | Duração total:                                                                                          | Duração total:                                                           | 66:36   |  |

| Beyoncé — Disco 2 (vídeo) |                                           |                                          |         |  |
| N.º                       | Título                                    | Diretor(es)                              | Duração |  |
| 1.                        | "Pretty Hurts"                            | Melina Matsoukas                         | 7:04    |  |
| 2.                        | "Ghost"                                   | Pierre Debusschere                       | 2:31    |  |
| 3.                        | "Haunted"                                 | Jonas Åkerlund                           | 5:21    |  |
| 4.                        | "Drunk in Love" (com Jay-Z)               | Hype Williams                            | 6:26    |  |
| 5.                        | "Blow"                                    | Williams                                 | 5:25    |  |
| 6.                        | "No Angel"                                | @lilinternet                             | 3:53    |  |
| 7.                        | "Yoncé"                                   | Ricky Saiz                               | 2:02    |  |
| 8.                        | "Partition"                               | Jake Nava                                | 3:49    |  |
| 9.                        | "Jealous"                                 | Beyoncé Francesco Carrozzini Todd Tourso | 3:26    |  |
| 10.                       | "Rocket"                                  | Beyoncé Ed Burke Bill Kirstein           | 4:30    |  |
| 11.                       | "Mine" (com Drake)                        | Debusschere                              | 4:59    |  |
| 12.                       | "XO"                                      | Terry Richardson                         | 3:35    |  |
| 13.                       | "Flawless" (com Chimamanda Ngozi Adichie) | Nava                                     | 4:12    |  |
| 14.                       | "Superpower" (com Frank Ocean)            | Åkerlund                                 | 5:24    |  |
| 15.                       | "Heaven"                                  | Beyoncé Tourso                           | 3:55    |  |
| 16.                       | "Blue" (com Blue Ivy)                     | Beyoncé Burke Kirstein                   | 4:35    |  |
| 17.                       | "Credits"                                 |                                          | 2:34    |  |
| 18.                       | "Grown Woman" (vídeo bônus)               | Nava                                     | 4:24    |  |
| Duração total:            | Duração total:                            | Duração total:                           | 78:06   |  |

Notas
↑[a]  - denota co-produtores
↑[b]  - denota produtores adicionais
- Beyoncé serve como produtora vocal de todas as faixas.
- "No Angel" é estilizada como "Angel".
- "Flawless" é estilizada como "***Flawless".
- "Haunted" é composta por duas partes — "Ghost" e "Haunted". Embora seja apresentada apenas como uma canção no áudio, é divida em dois vídeos separados.
- "Partiton" é composta por duas partes — "Yoncé" e "Partition". Embora seja apresentada apenas como uma canção no áudio, é divida em dois vídeos separados.
- "Flawless" é composta por duas partes — "Bow Down" e "Flawless", que são apresentadas como uma canção e um vídeo.

Créditos de demonstração
- "Partition" contém um trecho da versão dublada em francês do filme The Big Lebowski (1998), interpretada por Hajiba Fahmy.
- "Flawless" contém porções do discurso "We Should All Be Feminists", escrito e dito por Chimamanda Ngozi Adichie.
- "Heaven" contém partes do Pai Nosso em espanhol, proferido por Melissa Vargas.

## Equipe e colaboradores
Todo o processo de elaboração de Beyoncé atribui os seguintes créditos:
Intérpretes e músicos
- Beyoncé: vocais principais, vocais de apoio
- Jay-Z: vocais principais (faixa 3)
- Drake: vocais principais (faixa 9)
- Chimamanda Ngozi Adichie: vozes de palavras faladas (faixa 11)
- Frank Ocean: vocais principais (faixa 12)
- Blue Ivy Carter: vocais de apoio (faixa 14)
- Boots: vocais de apoio (faixas 2, 3, 7, 12), piano (faixa 14), bateria (faixa 14), guitarra (faixa 14), teclados (faixa 14)
- Pharrell Williams: vocais de apoio (faixa 4)
- Timbaland: vocais de apoio (faixa 4)
- Justin Timberlake: vocais de apoio (faixas 6, 8)
- Terius "The Dream" Nash: vocais de apoio (faixas 6, 10), piano adicional (faixa 10)
- Ryan Tedder: vocais de apoio (faixa 10)
- Kelly Rowland: vocais de apoio (faixa 12)
- Michelle Williams: vocais de apoio (faixa 12)
- Sampha: vocais de apoio (faixa 11)
- Sia: vocais de apoio (faixa 1)
- Stefan Skarbek: vocais de apoio (faixa 12)
- Kwane Wyatt: vocais de apoio (faixa 2)
- Hajiba Fahmy: vozes de palavras faladas (faixa 6)
- Melissa Vargas: recitando "The Lord's Prayer" (faixa 13)
- Katty Rodriguez: órgãos (faixa 4)
- Adison Evans: órgãos (faixa 4)
- Crystal Torres: órgãos (faixa 4)
- Mike Scott: guitarra (faixa 8)
- Dwayne Wright: baixo (faixa 8)
- Margot: violino, arranjo de violino (faixas 12, 14)
- Steven Wolf: bateria (faixa 14)

Produção
- Beyoncé: produção executiva, produção musical (faixas 1–8, 10-11, 13-14), produção vocal
- Ammo: produção musical (faixa 1)
- Boots: produção musical (faixas 2, 13-14), produção adicional (faixas 3, 5–7, 11-12), gravação (faixas 2, 13, 14), instrumentos (faixas 2, 3, 7, 11, 13), arranjo adicional (faixa 11)
- Noel "Detail" Fisher: produção musical (faixas 3, 7)
- Pharrell Williams: produção (faixas 4, 12)
- Caroline Polachek: produção musical (faixa 5), gravação (faixa 5), sintetizadores e bateria eletrônica (faixa 5)
- Timbaland: produção musical (faixas 6, 8), produção adicional (faixa 3), co-produção (faixa 4)
- Jerome Harmon: produção musical (faixa 6), produção adicional (faixa 3), co-produção (faixas 4, 8)
- Justin Timberlake: produção musical (faixa 6), vocais adicionais (faixas 6, 8)
- Key Wane: produção musical (faixa 6), teclas de introdução e programação de música (faixa 9)
- Noah "40" Shebib: produção musical (faixa 9), gravação (faixa 9)
- Terius "The Dream" Nash: produção musical (faixa 10)
- Ryan Tedder: produção musical (faixa 10), gravação (faixa 10), programação musical e outros instrumentos (faixa 10)
- Hit-Boy: produção musical (faixa 11), produção musical adicional (faixas 7, 10), bateria eletrônica adicional (faixa 2)
- Rey Reel: co-produção (faixa 11)
- Brian Soko: produção adicional (faixa 3)
- Mike Dean: produção adicional (faixa 6)
- Andre Proctor: produção adicional (faixa 7)
- Majid Jordan: produção adicional (faixa 9)
- Sidney "Omen" Brown: produção adicional (faixa 9), bateria eletrônica adicional (faixa 9)
- Stuart White: gravação (todas as faixas), mixagem (faixas 2, 3, 4, 6, 11, 13), edição digital e arranjo musical (faixas 4, 12), mixagem adicional (faixa 5), engenharia de mixagem (faixa 7)
- Chris Godbey: gravação (faixas 4, 6, 8), mixagem (faixa 8)
- Bart Schoudel: gravação (faixas 4, 6)
- Andrew Coleman: gravação (faixas 4, 12), edição digital e arranjo musical (faixas 4, 12)
- Ann Mincieli: gravação (faixa 6)
- Noel Cadastre: gravação (faixa 9)
- Jordan "DJ Swivel" Young: gravação (faixa 11)
- James Krausse: gravação (faixa 12), engenharia de mixagem (faixas 2, 3, 7, 11, 13), assistência de engenharia de mixagem (faixa 4), assistência de engenharia (faixa 14), masterização (faixa 1)
- Mike Larson: gravação (faixa 12)
- Elliot Scheiner: Surround sound mix (todas as faixas)
- Rob Cohen: gravação (faixa 13)
- Jonathan Lee: gravação (faixa 14)
- Ramon Rivas: engenharia de apoio (todas as faixas 1, 2, 4–11, 13, 14), assistência de engenharia (faixas 3, 12)
- Rob Suchecki: engenharia de apoio (faixas 1, 7, 11)
- Hajiba Fahmy: gravação de voz palavra falada (faixa 6)
- Derek Dixie: sons de sintetizador adicionais (faixas 1, 3, 6), SFX (faixa 1), mixagem (faixas 2–4, 6, 7, 11), arranjo de órgão (faixa 4)
- Niles Hollowell-Dhar: sons de sintetizador adicionais (faixa 6)
- Tony Maserati: mixagem (faixas 2, 3, 6, 7, 11–14)
- Andrew Scheps: mixagem (faixas 5, 10)
- Noel "Gadget" Campbell: mixagem (faixa 9)
- Justin Hergett: engenharia de mixagem (faixas 2, 4, 7, 11), assistência de mixagem (faixas 3, 5, 6, 12), assistência de engenharia (faixas 10, 13, 14)
- Tyler Scott: assistência de engenharia (faixa 2), assistência de engenharia (faixa 11)
- Matt Weber: assistência de engenharia (faixas 4, 6, 8, 12)
- Jon Castelli: assistência de engenharia (faixa 12)
- Christian Humphreys: assistência de engenharia (faixa 13)
- Paul Pavao: assistência de engenharia de mixagem (faixa 4)
- Edward Valldejuli: assistência de engenharia de mixagem (faixa 4)
- Chris Tabron: engenharia de mixagem (faixa 6), assistência de engenharia (faixa 12)
- Matt Wiggers: assistência de engenharia de mixagem (faixa 6)
- Chris Cannon: assistência de engenharia de mixagem (faixa 8)
- Carlos Perezdeanda: assistência de engenharia (faixa 7)
- Tom Coyne: masterização (faixas 2–14)
- Aya Merrill: masterização (faixas 2–14)

## Desempenho comercial

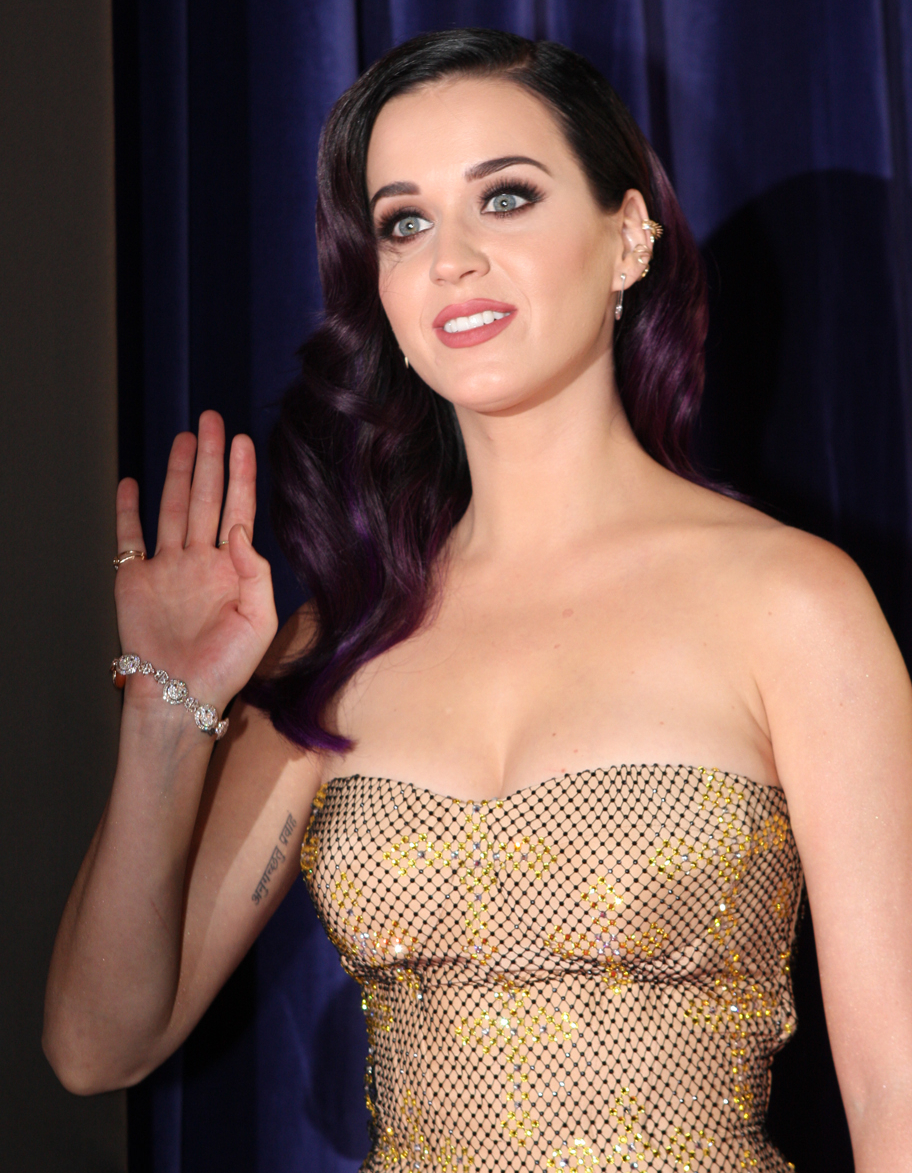
Após Beyoncé estrear na liderança da Billboard 200 com 617 mil unidades, sua intérprete tornou-se a artista feminina com a melhor semana de vendas nos Estados Unidos em 2013, superando Prism, de Katy Perry (imagem).

Nos Estados Unidos, durante seu primeiro dia de disponibilidade, Beyoncé vendeu digitalmente 80 mil unidades em apenas três horas e um total de 430 mil cópias em 24 horas. Em seu segundo dia, comercializou 120 mil unidades, o que elevou seu total de vendas para 550 mil. A Billboard previu que chegaria a 600 mil compras até o final da semana inicialmente monitorada em 15 de dezembro de 2013. Consequentemente, Beyoncé debutou no topo da Billboard 200, com cerca de 617 mil unidades adquiridas em apenas três dias. Tornou-se o quinto trabalho consecutivo de Beyoncé a conquistar o posto máximo da tabela, fazendo dela a primeira artista feminina a ter seus cinco primeiros discos de estúdio nessa posição, batendo o recorde de quatro consecutivos detido por Britney Spears. Também converteu-se na melhor semana de estreia de um álbum de Beyoncé em sua carreira solo, bem como a maior entre qualquer outra artista feminina naquele ano, ultrapassado Prism (2013), por Katy Perry, que anteriormente detinha esse feito ao comercializar 286 mil unidades em sua semana de lançamento. O conjunto também deu a ela as três maiores semanas de vendas por qualquer mulher e ela se tornou a única a vender mais de 300 mil cópias em uma semana em 2013, sendo também a primeira pessoa na década de 2010 a conseguir números acima desse em cada uma das 3 primeiras semanas de lançamento. Com isso, finalizou o ano com a quarta maior semana de vendas do período, atrás de The 20/20 Experience, por Justin Timberlake, The Marshall Mathers LP 2, por Eminem e Nothing Was the Same, por Drake.
Em sua segunda semana, o álbum permaneceu em primeiro lugar, com 374 mil exemplares comprados. Dez dias após sua estreia, totalizava 991 mil réplicas distribuídas. Marcou sua terceira semana na liderança sendo consumido 310 mil vezes, o que elevou seu total de vendas nos Estados Unidos para 1 milhão e 3 mil em apenas 17 dias; neste país, encerrou como o oitavo disco mais bem sucedido de 2013 — o melhor resultado entre qualquer artista feminina — e o primeiro a posicionar-se entre os dez mais comprados de um ano com base em apenas três semanas de disponibilidade em toda a era Nielsen SoundScan. Em sua quarta semana, as compras do produto já haviam excedido 1 milhão e 43 mil exemplares, superando o total de vendas do álbum anterior da artista, 4 (2011), que distribuiu 1 milhão e 39 mil réplicas nos dois anos desde seu lançamento. Após a apresentação de sua intérprete nos MTV Video Music Awards de 2014, Beyoncé obteve um acréscimo de 181% em sua comercialização. Somente em 2014, vendeu 878 mil exemplares em solo estadunidense, fazendo-o ocupar o sexto lugar entre os álbuns mais adquiridos do ano. Beyoncé foi classificado como o segundo disco com melhores resultados na Billboard 200 naquele período, atrás apenas da trilha sonora do filme Frozen (2013), da Disney. Em dezembro de 2024, foi certificado com platina sêxtupla pela Recording Industry Association of America (RIAA), denotando vendas de seis milhões de unidades, e todas as suas quatorze faixas foram certificadas com ouro ou superior a isso pelo consumo de 500 mil unidades, tornando-se o quarto álbum feminino na história a ter todas as suas faixas certificadas pela RIAA.
No Canadá, Beyoncé debutou no comando da Canadian Albums Chart, produzindo vendas de 35 mil unidades digitais em sua primeira semana. Continuou a permanecer no posto por mais 2 semanas, vindo a receber um disco triplo de platina no país, emitido pela Music Canada, o que indica vendas superiores a 240 mil unidades. No Brasil, chegou até a 3ª colocação da lista dos mais adquiridos e, mais tarde, a Pro-Música Brasil (PMB) emitiu um disco de diamante em reconhecimento ao excedente de 160 mil. Já no México, a Asociación Mexicana de Productores de Fonogramas y Videogramas (AMPROFON) reconheceu 30 mil unidades comercializadas no território com um certificado de ouro. Na Oceânia Beyoncé obteve um desempenho positivo; Em ambas Austrália e Nova Zelândia, estreou na segunda colocação; no primeiro território, subiu uma posição em sua terceira semana, tornando-se o primeiro álbum número um de Beyoncé. Permaneceu no ápice por três semanas consecutivas e foi posteriormente certificado com disco de platina dupla e platina pelas organizações de vendas de ambos os países, respectivamente, representando 140 mil cópias na Austrália pela Australian Recording Industry Association (ARIA) e 15 mil na Nova Zelândia pela Recorded Music NZ (RMNZ).
No Reino Unido, Beyoncé debutou no quinto lugar do UK Albums Chart em 15 de dezembro, vendendo 67 mil e 858 exemplares digitais em apenas dois dias, não conseguindo o mesmo feito de 4, que conseguiu o topo em sua semana de lançamento. O executivo-chefe da Official Charts Company, Martin Talbot, observou que "poucos (ou nenhum) álbuns venderam tantas cópias digitais em tão curto espaço de tempo". Em sua quinta semana, o disco obteve o segundo posto como melhor. Desde então, a British Phonographic Industry (BPI) reconheceu-o com duas certificações de platina pela adquirição de mais de 600 mil unidades em território britânico. Beyoncé experimentou boa receptividade ao redor da Europa; Na França, debutou na 24ª posição com vendas de 20 mil e 300 réplicas em dois dias, e atingiu seu pico no número 13 em sua quinta semana. Em território neerlandês, entrou no posto máximo da parada Dutch Charts, dando a Beyoncé seu primeiro álbum número um no país. Outros dois territórios do continente que o material também conseguiu conquistar a liderança foram a Croácia e a Polônia. Em âmbito mundial, foram contabilizadas 828 mil e 773 compras digitais do produto em seus primeiros três dias, sendo o mais adquirido nas paradas do Itunes Store em 104 países. De acordo com a International Federation of the Phonographic Industry, (IFPI), nos últimos dezenove dias de 2013, esse valor chegou a 2 milhões e 300 mil unidades ao redor do mundo, convertendo-o no décimo álbum mais vendido de 2013 e o 20º do ano seguinte. Estimasse que Beyoncé tenha faturado mais de 5 milhões de réplicas até novembro de 2016.
| País — Tabela musical (2013—14)         | Posição de pico |
| --------------------------------------- | --------------- |
| Alemanha (GfK Entertainment Charts)     | 11              |
| Austrália (ARIA Charts)                 | 1               |
| Áustria (Ö3 Austria Top 40)             | 12              |
| Bélgica (Ultratop 50 de Flandres)       | 4               |
| Bélgica (Ultratop 40 de Valônia)        | 9               |
| Brasil (Billboard Brazil Albums)        | 3               |
| Canadá (Canadian Albums Chart)          | 1               |
| Coreia do Sul (Goan)                    | 9               |
| Croácia (HDU)                           | 1               |
| Dinamarca (Hitlisten)                   | 2               |
| Escócia (OCC)                           | 2               |
| Espanha (PROMUSICAE)                    | 8               |
| Estados Unidos (Billboard 200)          | 1               |
| Estados Unidos (Top R&B/Hip Hop Albums) | 1               |
| França (SNEP)                           | 13              |
| Finlândia (IFPI Finlândia)              | 5               |
| Grécia (IFPI Grécia)                    | 12              |
| Hungria (MAHASZ)                        | 26              |
| Irlanda (IRMA)                          | 2               |
| Itália (FIMI)                           | 14              |
| Noruega (VG-lista)                      | 2               |
| Nova Zelândia (Recorded Music NZ)       | 2               |
| Países Baixos (Dutch Charts)            | 1               |
| Polônia (ZPAV)                          | 1               |
| Portugal (AFP)                          | 3               |
| Reino Unido (UK Albums Chart)           | 2               |
| República Checa (IFPI Česká Republika)  | 5               |
| Suécia (Sverigetopplistan)              | 16              |
| Suíça (Schweizer Hitparade)             | 4               |

| País — Tabela musical (2010—20) | Posição |
| ------------------------------- | ------- |
| Estados Unidos (Billboard 200)  | 65      |
| Países Baixos (Dutch Charts)    | 73      |

| Tabela musical                    | Posição |
| --------------------------------- | ------- |
| Bélgica (Ultratop 50 de Flandres) | 172     |
| Estados Unidos (Female Albums)    | 97      |

| Tabela musical (2013)                           | Posição |
| ----------------------------------------------- | ------- |
| Austrália (ARIA Charts)                         | 23      |
| Bélgica (Ultratop 50 de Flandres)               | 180     |
| Brasil (Pro-Música Brasil)                      | 7       |
| Coreia do Sul (Gaon International Albums Chart) | 29      |
| Dinamarca (Hitlisten)                           | 38      |
| França (SNEP)                                   | 119     |
| Mundo (IFPI)                                    | 10      |
| Nova Zelândia (RMNZ)                            | 28      |
| Países Baixos (Dutch Charts)                    | 39      |
| Reino Unido (UK Albums Chart)                   | 41      |
| Tabela musical (2014)                           | Posição |
| Austrália (ARIA Charts)                         | 27      |
| Bélgica (Ultratop 50 de Flandres)               | 17      |
| Bélgica (Ultratop 40 da Valônia)                | 41      |
| Brasil (Pro-Música Brasil)                      | 11      |
| Canadá (Canadian Albums Chart)                  | 7       |
| Dinamarca (Hitlisten)                           | 78      |
| Estados Unidos (Billboard 200)                  | 2       |
| Estados Unidos (Digital Albums)                 | 2       |
| Estados Unidos (Top R&B/Hip-Hop Albums)         | 1       |
| França (SNEP)                                   | 93      |
| Itália (FIMI)                                   | 93      |
| Nova Zelândia (RMNZ)                            | 12      |
| Países Baixos (Dutch Charts)                    | 15      |
| Polônia (ZPAV)                                  | 49      |
| Reino Unido (UK Albums Chart)                   | 24      |
| Suíça (Schweizer Hitparade)                     | 29      |

| Região                                                                                             | Certificação | Vendas     |
| -------------------------------------------------------------------------------------------------- | ------------ | ---------- |
| Austrália (ARIA)                                                                                   | Platina      | 70 000‡    |
| Canadá (Music Canada)                                                                              | 3× Platina   | 240 000‡   |
| Brasil (Pro-Música Brasil)                                                                         | Diamante     | 160 000‡   |
| Dinamarca (IFPI Dinamarca)                                                                         | Ouro         | 20 000‡    |
| Espanha (PROMUSICAE)                                                                               | Ouro         | 20,000‡    |
| Estados Unidos (RIAA)                                                                              | 6× Platina   | 6 000 000‡ |
| França (SNEP)                                                                                      | Ouro         | 95 000     |
| Irlanda (IRMA)                                                                                     | Ouro         | 7 500^     |
| Itália (FIMI)                                                                                      | Ouro         | 25 000‡    |
| México (AMPROFON)                                                                                  | Ouro         | 30 000^    |
| Nova Zelândia (RIANZ)                                                                              | Platina      | 15 000*    |
| Polônia (ZPAV)                                                                                     | Platina      | 20 000*    |
| Reino Unido (BPI)                                                                                  | 2× Platina   | 600 000‡   |
| Suécia (GLF)                                                                                       | 2× Platina   | 30 000‡    |
| Suíça (IFPI Suíça)                                                                                 | Platina      | 10 000^    |
| Resumos                                                                                            |              |            |
| Mundo                                                                                              | —            | 5 000 000  |
| *números de vendas baseados somente na certificação ^distribuições baseadas apenas na certificação |              |            |

## Histórico de lançamento
| País           | Data                   | Formato          | Gravadora(s)      | Ref.            |
| -------------- | ---------------------- | ---------------- | ----------------- | --------------- |
| Vários         | 13 de dezembro de 2013 | Download digital | Parkwood Columbia | [ 14 ] [ 257 ]  |
| França         | 19 de dezembro de 2013 | CD+DVD           | Columbia          | [ 258 ]         |
| Austrália      | 20 de dezembro de 2013 | CD+DVD           | Sony Music        | [ 259 ]         |
| Dinamarca      | 20 de dezembro de 2013 | CD+DVD           | Sony Music        | [ 260 ]         |
| Alemanha       | 20 de dezembro de 2013 | CD+DVD           | Sony Music        | [ 261 ]         |
| Nova Zelândia  | 20 de dezembro de 2013 | CD+DVD           | Sony Music        | [ 262 ]         |
| Polônia        | 20 de dezembro de 2013 | CD+DVD           | Sony Music        | [ 263 ]         |
| Reino Unido    | 20 de dezembro de 2013 | CD+DVD           | RCA               | [ 264 ]         |
| Estados Unidos | 20 de dezembro de 2013 | CD+DVD           | Parkwood Columbia | [ 265 ] [ 266 ] |
| México         | 23 de dezembro de 2013 | CD+DVD           | Sony Music        | [ 267 ]         |
| Turquia        | 3 de janeiro de 2014   | CD+DVD           | Sony Music        | [ 268 ]         |
| Portugal       | 13 de janeiro de 2014  | CD+DVD           | Sony Music        | [ 269 ]         |
| Japão          | 14 de janeiro de 2014  | CD+DVD           | Sony Music Japan  | [ 270 ]         |
| Estados Unidos | 18 de março de 2014    | CD+Blu-ray       | Parkwood Columbia | [ 271 ]         |
| Austrália      | 21 de março de 2014    | CD+Blu-ray       | Sony Music        | [ 272 ]         |
| Nova Zelândia  | 21 de março de 2014    | CD+Blu-ray       | Sony Music        | [ 273 ]         |
| Dinamarca      | 24 de março de 2014    | CD+Blu-ray       | Sony Music        | [ 274 ]         |
| Reino Unido    | 31 de março de 2014    | CD+Blu-ray       | RCA               | [ 275 ]         |
| Estados Unidos | 15 de julho de 2014    | Vinil+DVD        | Parkwood Columbia | [ 276 ]         |
| Bélgica        | 24 de julho de 2014    | CD               | Sony Music        | [ 277 ]         |
| Dinamarca      | 24 de julho de 2014    | CD               | Sony Music        | [ 278 ]         |
| Alemanha       | 24 de julho de 2014    | CD               | Sony Music        | [ 279 ]         |
| Estados Unidos | 24 de julho de 2014    | CD               | Parkwood Columbia | [ 280 ]         |
| Polônia        | 25 de novembro de 2014 | CD               | Sony Music        | [ 281 ]         |
| Austrália      | 28 de novembro de 2014 | CD               | Sony Music        | [ 282 ]         |
| Japão          | 24 de dezembro de 2014 | CD               | Sony Music Japan  | [ 283 ]         |